# Joseph Lamothe
Pour les articles homonymes, voir Lamothe.
Joseph Lamothe, est un général et homme politique, membre du Conseil de gouvernement provisoire d'Haïti de juillet à octobre 1879.

## Biographie
Le général Joseph Lamothe accéda au pouvoir après la démission du président Pierre Théoma Boisrond-Canal le 17 juillet 1879.
Il forma un gouvernement provisoire le 25 juillet suivant avec un autre militaire de haut rang, le général Hériston Hérissé.
Très vite, Joseph Lamothe doit faire face à une rébellion de la part des Libéraux et à une faillite de l'État haïtien. L'État n'a plus les moyens de payer le salaire de ses fonctionnaires. Des bons du trésor sont émis auprès d'institutions financières étrangères, notamment américaines qui prennent un taux d'usure exorbitant.
Dans la nuit du 2 au 3 octobre 1879, le gouvernement provisoire de Lamothe-Hérissé est renversé par un coup d'État militaire du général Richelieu Duperval,. Ce dernier fait arrêter les deux généraux. Revenu de l'exil, Lysius Salomon, secondé par les autorités militaires de Port-au-Prince, ordonna la dispersion de ce gouvernement provisoire. À la suite de cette action, il sera choisi par l'Assemblée Nationale pour diriger les destinées d'Haiti.

## Sources
1. ↑  Haïti, économie politique de la corruption: L'état marron, 1870-1915 Par Leslie Jean-Robert Péan
2. ↑  (en) Robert Debs Heinl, Nancy Gordon Heinl, Written in Blood: The Story of the Haitian People, 1492-1995, 1996 (lire en ligne), p. 256
3. ↑  Le Nouvelliste
4. ↑  Successions politiques